# Khúc côn cầu trên cỏ tại Thế vận hội Mùa hè 2024 – Giải đấu Nữ
Giải đấu nữ bộ môn khúc côn cầu trên cỏ tại Thế vận hội Mùa hè 2024 là lần thứ 12 của nội dung thi đấu khúc côn cầu trên cỏ dành cho nữ tại Thế vận hội Mùa hè. Giải đấu sẽ diễn ra từ ngày 27 tháng 7 đến ngày 9 tháng 8 năm 2024. Tất cả các trận đấu sẽ diễn ra tại Sân vận động Olympic Yves-du-Manoir ở Paris, Pháp.
Hà Lan đã giành được tấm huy chương vàng sau chiến thắng trong trận chung kết trước Trung Quốc, đây là danh hiệu thứ năm của Hà Lan. Đội tuyển Argentina xếp hạng ba và mang về tấm huy chương đồng.

## Lịch thi đấu
Ở vòng sơ loại, các trận đấu sẽ được thi đấu trên hai sân.
| VB | Vòng bảng | ¼ | Tứ kết | ½ | Bán kết | HCĐ | Tranh huy chương đồng | CK | Chung kết |

| Thứ 7 27/7 | CN 28/7 | Thứ 2 29/7 | Thứ 3 30/7 | Thứ 4 31/7 | Thứ 5 1/8 | Thứ 6 2/8 | Thứ 7 3/8 | CN 4/8 | Thứ 2 5/8 | Thứ 3 6/8 | Thứ 4 7/8 | Thứ 5 8/8 | Thứ 6 9/8 | Thứ 6 9/8 |
| ---------- | ------- | ---------- | ---------- | ---------- | --------- | --------- | --------- | ------ | --------- | --------- | --------- | --------- | --------- | --------- |
| VB         | VB      | VB         |            | VB         | VB        | VB        | VB        |        | ¼         |           | ½         |           | HCĐ       | CK        |

## Thể thức
Mười hai đội trong giải đấu sẽ được chia thành hai bảng, mỗi bảng sáu đội, mỗi đội thi đấu theo thể thức vòng tròn một lượt trong bảng đấu của mình. Sau khi kết thúc giai đoạn thi đấu vòng tròn tính điểm, 4 đội đứng đầu mỗi bảng sẽ vào vòng tứ kết. Hai đội thắng ở trận bán kết gặp nhau trong trận tranh huy chương vàng, trong khi những đội thua ở trận bán kết thi đấu trong trận tranh huy chương đồng.

## Vòng loại
Mỗi nhà vô địch châu lục từ năm liên đoàn đều nhận được một suất thi đấu. Pháp với tư cách là nước chủ nhà tự động vượt qua vòng loại. Các đội khác sẽ cần vượt qua vòng loại thông qua Vòng loại nữ Khúc côn cầu Thế vận hội FIH 2024.
| Giải đấu vòng loại                          | Ngày diễn ra                      | Chủ nhà/Quốc gia | Số suất tham dự | Các đội tuyển vượt qua vòng loại |
| ------------------------------------------- | --------------------------------- | ---------------- | --------------- | -------------------------------- |
| Quốc gia chủ nhà                            | 13 tháng 9 năm 2017               | N/A              | 1               | Pháp                             |
| Cúp châu Đại Dương 2023                     | 10–13 tháng 8 năm 2023            | Whangārei        | 1               | Úc                               |
| Giải vô địch EuroHockey 2023                | 18–26 tháng 8 năm 2023            | Mönchengladbach  | 1               | Hà Lan                           |
| Đại hội Thể thao châu Á 2022                | 25 tháng 9 − 7 tháng 10 năm 2023  | Hàng Châu        | 1               | Trung Quốc                       |
| Đại hội Thể thao Liên châu Mỹ 2023          | 26 tháng 10 – 4 tháng 11 năm 2023 | Santiago         | 1               | Argentina                        |
| Vòng loại Thế vận hội khu vực châu Phi 2023 | 29 tháng 10 – 5 tháng 11 năm 2023 | Pretoria         | 1               | Nam Phi                          |
| Giải đấu vòng loại Thế vận hội Mùa hè 2024  | 13–20 tháng 1 năm 2024            | Ranchi           | 3               | Đức · Hoa Kỳ · Nhật Bản          |
| Giải đấu vòng loại Thế vận hội Mùa hè 2024  | 13–20 tháng 1 năm 2024            | Valencia         | 3               | Bỉ · Tây Ban Nha · Anh Quốc      |
| Tổng cộng                                   | Tổng cộng                         | Tổng cộng        | 12              |                                  |

## Trọng tài
Vào ngày 12 tháng 9 năm 2023, 14 trọng tài đã được FIH bổ nhiệm.
- Irene Presenqui (ARG)
- Aleisha Neumann (AUS)
- Laurine Delforge (BEL)
- Liu Xiaoying (CHN)
- Hannah Harrison (ENG)
- Rachel Williams (ENG)
- Alison Keogh (IRE)
- Emi Yamada (JPN)
- Amber Church (NZL)
- Sarah Wilson (SCO)
- Cookie Tan (SGP)
- Annelize Rostron (RSA)
- Wanri Venter (RSA)
- Ayanna McClean (TTO)

## Vòng bảng
Các bảng đấu được công bố vào ngày 22 tháng 1 năm 2024. Lịch thi đấu được công bố vào ngày 6 tháng 3 năm 2024.

### Bảng A
| VT | Đội        | ST | T | H | B | BT | BB | HS  | Đ  | Giành quyền tham dự |
| -- | ---------- | -- | - | - | - | -- | -- | --- | -- | ------------------- |
| 1  | Hà Lan     | 5  | 5 | 0 | 0 | 19 | 5  | +14 | 15 | Tứ kết              |
| 2  | Bỉ         | 5  | 4 | 0 | 1 | 13 | 4  | +9  | 12 | Tứ kết              |
| 3  | Đức        | 5  | 3 | 0 | 2 | 12 | 7  | +5  | 9  | Tứ kết              |
| 4  | Trung Quốc | 5  | 2 | 0 | 3 | 15 | 10 | +5  | 6  | Tứ kết              |
| 5  | Nhật Bản   | 5  | 1 | 0 | 4 | 2  | 15 | −13 | 3  |                     |
| 6  | Pháp (H)   | 5  | 0 | 0 | 5 | 4  | 24 | −20 | 0  |                     |

| 27 tháng 7 năm 2024 20:15 v |

| Hà Lan                                           | 6–2     | Pháp                         |
| ------------------------------------------------ | ------- | ---------------------------- |
| Matla 29' · Jansen 32', 35', 45', 48' · Burg 50' | Báo cáo | Lhopital 35' · Le Nindre 46' |

| Sân 2 Trọng tài: Ayanna McClean (TTO) Cookie Tan (SGP) |

| 28 tháng 7 năm 2024 10:00 v |

| Bỉ                              | 2–1     | Trung Quốc |
| ------------------------------- | ------- | ---------- |
| Ballenghien 23' · Englebert 55' | Báo cáo | Yang 46'   |

| Sân 1 Trọng tài: Hannah Harrison (GBR) Amber Church (NZL) |

| 28 tháng 7 năm 2024 10:30 v |

| Đức                          | 2–0     | Nhật Bản |
| ---------------------------- | ------- | -------- |
| Stapenhorst 12' · Lorenz 56' | Báo cáo |          |

| Sân 2 Trọng tài: Alison Keogh (IRE) Sarah Wilson (GBR) |

| 29 tháng 7 năm 2024 10:30 v |

| Nhật Bản | 0–5     | Trung Quốc                                |
| -------- | ------- | ----------------------------------------- |
|          | Báo cáo | Zhong 16' · Li 19' · Ma 23' · Gu 24', 55' |

| Sân 2 Trọng tài: Annelize Rostron (RSA) Wanri Venter (RSA) |

| 29 tháng 7 năm 2024 19:45 v |

| Đức             | 1–2     | Hà Lan                |
| --------------- | ------- | --------------------- |
| Stapenhorst 44' | Báo cáo | Jansen 50' · Veen 54' |

| Sân 1 Trọng tài: Amber Church (NZL) Aleisha Neumann (AUS) |

| 29 tháng 7 năm 2024 20:15 v |

| Pháp | 0–5     | Bỉ                                                                |
| ---- | ------- | ----------------------------------------------------------------- |
|      | Báo cáo | Rasin 7' · Ballenghien 12', 52' · Gerniers 18' · Vanden Borre 37' |

| Sân 2 Trọng tài: Liu Xiaoying (CHN) Raghu Prasad (IND) |

| 31 tháng 7 năm 2024 12:45 v |

| Pháp         | 1–5     | Đức                                                  |
| ------------ | ------- | ---------------------------------------------------- |
| Lhopital 51' | Báo cáo | Lorenz 3', 52', 53' · Stapenhorst 11' · Wortmann 28' |

| Sân 1 Trọng tài: Annelize Rostron (RSA) Emi Yamada (JPN) |

| 31 tháng 7 năm 2024 17:00 v |

| Bỉ                                             | 3–0     | Nhật Bản |
| ---------------------------------------------- | ------- | -------- |
| Brasseur 28' · Englebert 29' · Ballenghien 52' | Báo cáo |          |

| Sân 1 Trọng tài: Gabriel Labate (ARG) Ayanna McClean (TTO) |

| 31 tháng 7 năm 2024 20:15 v |

| Hà Lan                             | 3–0     | Trung Quốc |
| ---------------------------------- | ------- | ---------- |
| Moes 9' · Veen 15' · Verschoor 46' | Báo cáo |            |

| Sân 2 Trọng tài: Laurine Delforge (BEL) Irene Presenqui (ARG) |

| 1 tháng 8 năm 2024 19:45 v |

| Nhật Bản     | 1–0     | Pháp |
| ------------ | ------- | ---- |
| Toriyama 12' | Báo cáo |      |

| Sân 1 Trọng tài: Rachel Williams (GBR) Aleisha Neumann (AUS) |

| 2 tháng 8 năm 2024 10:00 v |

| Trung Quốc        | 2–4     | Đức                                    |
| ----------------- | ------- | -------------------------------------- |
| Dan 36' · Zou 55' | Báo cáo | Lorenz 12', 49' · Stapenhorst 17', 18' |

| Sân 1 Trọng tài: Sarah Wilson (GBR) Annelize Rostron (RSA) |

| 2 tháng 8 năm 2024 12:45 v |

| Bỉ              | 1–3     | Hà Lan                                  |
| --------------- | ------- | --------------------------------------- |
| Ballenghien 35' | Báo cáo | Sanders 6' · Jansen 13' · Verschoor 30' |

| Sân 1 Trọng tài: Hannah Harrison (GBR) Liu Xiaoying (CHN) |

| 3 tháng 8 năm 2024 10:30 v |

| Hà Lan                                          | 5–1     | Nhật Bản       |
| ----------------------------------------------- | ------- | -------------- |
| Jansen 4' · Matla 9', 40' · Burg 14' · Veen 53' | Báo cáo | Kobayakawa 23' |

| Sân 2 Trọng tài: Rachel Williams (GBR) Sarah Wilson (GBR) |

| 3 tháng 8 năm 2024 17:00 v |

| Trung Quốc                                                       | 7–1     | Pháp           |
| ---------------------------------------------------------------- | ------- | -------------- |
| Li 9', 25' · Chen Ya. 16', 55' · Zhong 33' · Zhang 41' · Dan 48' | Báo cáo | Delemazure 22' |

| Sân 1 Trọng tài: Alison Keogh (IRE) Aleisha Neumann (AUS) |

| 3 tháng 8 năm 2024 19:45 v |

| Đức | 0–2     | Bỉ                            |
| --- | ------- | ----------------------------- |
|     | Báo cáo | Struijk 13' · Ballenghien 17' |

| Sân 1 Trọng tài: Irene Presenqui (ARG) Wanri Venter (RSA) |

### Bảng B
| VT | Đội         | ST | T | H | B | BT | BB | HS  | Đ  | Giành quyền tham dự |
| -- | ----------- | -- | - | - | - | -- | -- | --- | -- | ------------------- |
| 1  | Úc          | 5  | 4 | 1 | 0 | 15 | 5  | +10 | 13 | Tứ kết              |
| 2  | Argentina   | 5  | 4 | 1 | 0 | 16 | 7  | +9  | 13 | Tứ kết              |
| 3  | Tây Ban Nha | 5  | 2 | 1 | 2 | 6  | 7  | −1  | 7  | Tứ kết              |
| 4  | Anh Quốc    | 5  | 2 | 0 | 3 | 8  | 12 | −4  | 6  | Tứ kết              |
| 5  | Hoa Kỳ      | 5  | 1 | 1 | 3 | 5  | 13 | −8  | 4  |                     |
| 6  | Nam Phi     | 5  | 0 | 0 | 5 | 4  | 10 | −6  | 0  |                     |

| 27 tháng 7 năm 2024 19:45 v |

| Argentina                                                    | 4–1     | Hoa Kỳ    |
| ------------------------------------------------------------ | ------- | --------- |
| Sánchez Moccia 18' · Gorzelany 29' · Jankunas 44' · Díaz 47' | Báo cáo | Sessa 33' |

| Sân 1 Trọng tài: Aleisha Neumann (AUS) Wanri Venter (RSA) |

| 28 tháng 7 năm 2024 12:45 v |

| Úc                           | 2–1     | Nam Phi     |
| ---------------------------- | ------- | ----------- |
| Kershaw 16' · T. Stewart 40' | Báo cáo | De Waal 14' |

| Sân 1 Trọng tài: Emi Yamada (JPN) Rachel Williams (GBR) |

| 28 tháng 7 năm 2024 13:15 v |

| Anh Quốc  | 1–2     | Tây Ban Nha              |
| --------- | ------- | ------------------------ |
| Ansley 4' | Báo cáo | L. Barrios 4' · Riera 9' |

| Sân 2 Trọng tài: Annelize Rostron (RSA) Liu Xiaoying (CHN) |

| 29 tháng 7 năm 2024 13:15 v |

| Tây Ban Nha | 1–1     | Hoa Kỳ       |
| ----------- | ------- | ------------ |
| García 20'  | Báo cáo | Gladieux 14' |

| Sân 2 Trọng tài: Cookie Tan (SGP) Rachel Williams (GBR) |

| 29 tháng 7 năm 2024 17:00 v |

| Anh Quốc | 0–4     | Úc                                                         |
| -------- | ------- | ---------------------------------------------------------- |
|          | Báo cáo | Greiner 17' · Arnott 19' · T. Stewart 46' · G. Stewart 52' |

| Sân 1 Trọng tài: Alison Keogh (IRE) Irene Presenqui (ARG) |

| 29 tháng 7 năm 2024 17:30 v |

| Nam Phi                | 2–4     | Argentina                              |
| ---------------------- | ------- | -------------------------------------- |
| Louw 15' · De Waal 29' | Báo cáo | Gorzelany 17', 49', 52' · Jankunas 53' |

| Sân 2 Trọng tài: Ayanna McClean (TTO) Laurine Delforge (BEL) |

| 31 tháng 7 năm 2024 10:00 v |

| Argentina                       | 2–1     | Tây Ban Nha |
| ------------------------------- | ------- | ----------- |
| Gorzelany 6' · Trinchinetti 21' | Báo cáo | Riera 34'   |

| Sân 1 Trọng tài: Hannah Harrison (GBR) Alison Keogh (IRE) |

| 31 tháng 7 năm 2024 10:30 v |

| Nam Phi    | 1–2     | Anh Quốc                  |
| ---------- | ------- | ------------------------- |
| De Waal 6' | Báo cáo | Costello 19' · French 42' |

| Sân 2 Trọng tài: Amber Church (NZL) Cookie Tan (SGP) |

| 31 tháng 7 năm 2024 13:15 v |

| Úc                                  | 3–0     | Hoa Kỳ |
| ----------------------------------- | ------- | ------ |
| Taylor 3' · Arnott 29' · Brooks 53' | Báo cáo |        |

| Sân 2 Trọng tài: Liu Xiaoying (CHN) Rachel Williams (GBR) |

| 1 tháng 8 năm 2024 17:00 v |

| Hoa Kỳ        | 2–5     | Anh Quốc                                               |
| ------------- | ------- | ------------------------------------------------------ |
| Tamer 7', 29' | Báo cáo | Hamilton 4' · Howard 14', 25' · French 35' · Jones 39' |

| Sân 1 Trọng tài: Steve Rodgers (AUS) Ayanna McClean (TTO) |

| 1 tháng 8 năm 2024 17:30 v |

| Tây Ban Nha  | 1–0     | Nam Phi |
| ------------ | ------- | ------- |
| Iglesias 15' | Báo cáo |         |

| Sân 2 Trọng tài: Emi Yamada (JPN) Hannah Harrison (GBR) |

| 1 tháng 8 năm 2024 20:15 v |

| Argentina                            | 3–3     | Úc                                      |
| ------------------------------------ | ------- | --------------------------------------- |
| Casas 10' · Sauze 10' · Granatto 50' | Báo cáo | Nobbs 37' · Kershaw 45+' · Williams 60' |

| Sân 2 Trọng tài: Wanri Venter (RSA) Amber Church (NZL) |

| 3 tháng 8 năm 2024 10:00 v |

| Anh Quốc | 0–3     | Argentina                              |
| -------- | ------- | -------------------------------------- |
|          | Báo cáo | Raposo 34' · Albertario 35' · Díaz 55' |

| Sân 1 Trọng tài: Laurine Delforge (BEL) Emi Yamada (JPN) |

| 3 tháng 8 năm 2024 12:45 v |

| Úc                                  | 3–1     | Tây Ban Nha |
| ----------------------------------- | ------- | ----------- |
| Arnott 2' · Kershaw 55' · Nobbs 59' | Báo cáo | Riera 43'   |

| Sân 1 Trọng tài: Ayanna McClean (TTO) Amber Church (NZL) |

| 3 tháng 8 năm 2024 13:15 v |

| Hoa Kỳ      | 1–0     | Nam Phi |
| ----------- | ------- | ------- |
| Sholder 43' | Báo cáo |         |

| Sân 2 Trọng tài: Hannah Harrison (GBR) Cookie Tan (SGP) |

## Vòng đấu loại trực tiếp

### Sơ đồ
|  | Tứ kết             | Tứ kết              |                    |       | Bán kết               | Bán kết               |  |  | Tranh huy chương vàng | Tranh huy chương vàng |
|  |                    |                     |                    |       |                       |                       |  |  |                       |                       |
|  | 5 tháng 8          |                     |                    |       |                       |                       |  |  |                       |                       |
|  |                    |                     |                    |       |                       |                       |  |  |                       |                       |
|  | Hà Lan             | 3                   |                    |       |                       |                       |  |  |                       |                       |
|  | Hà Lan             | 3                   | 7 tháng 8          |       |                       |                       |  |  |                       |                       |
|  | Anh Quốc           | 1                   |                    |       |                       |                       |  |  |                       |                       |
|  | Anh Quốc           | 1                   | Hà Lan             | 3     |                       |                       |  |  |                       |                       |
|  | 5 tháng 8          |                     | Hà Lan             | 3     |                       |                       |  |  |                       |                       |
|  |                    | Argentina           | 0                  |       |                       |                       |  |  |                       |                       |
|  | Argentina (s.l.l.) | Argentina           | 0                  | 1 (2) |                       |                       |  |  |                       |                       |
|  | Argentina (s.l.l.) |                     | 9 tháng 8          | 1 (2) |                       |                       |  |  |                       |                       |
|  | Đức                | 1 (0)               |                    |       |                       |                       |  |  |                       |                       |
|  | Đức                | 1 (0)               | Hà Lan (s.l.l.)    | 1 (3) |                       |                       |  |  |                       |                       |
|  | 5 tháng 8          |                     | Hà Lan (s.l.l.)    | 1 (3) |                       |                       |  |  |                       |                       |
|  |                    | Trung Quốc          | 1 (1)              |       |                       |                       |  |  |                       |                       |
|  | Bỉ                 | Trung Quốc          | 1 (1)              | 2     |                       |                       |  |  |                       |                       |
|  | Bỉ                 | 7 tháng 8           |                    | 2     |                       |                       |  |  |                       |                       |
|  | Tây Ban Nha        | 0                   |                    |       |                       |                       |  |  |                       |                       |
|  | Tây Ban Nha        | 0                   | Bỉ                 | 1 (2) |                       |                       |  |  |                       |                       |
|  | 5 tháng 8          |                     | Bỉ                 | 1 (2) |                       |                       |  |  |                       |                       |
|  |                    | Trung Quốc (s.l.l.) | 1 (3)              |       | Tranh huy chương đồng | Tranh huy chương đồng |  |  |                       |                       |
|  | Úc                 | Trung Quốc (s.l.l.) | 1 (3)              | 2     | Tranh huy chương đồng | Tranh huy chương đồng |  |  |                       |                       |
|  | Úc                 |                     | 9 tháng 8          | 2     |                       |                       |  |  |                       |                       |
|  | Trung Quốc         | 3                   |                    |       |                       |                       |  |  |                       |                       |
|  | Trung Quốc         | 3                   | Argentina (s.l.l.) | 2 (3) |                       |                       |  |  |                       |                       |
|  |                    |                     |                    |       |                       |                       |  |  |                       |                       |
|  | Bỉ                 | 2 (1)               |                    |       |                       |                       |  |  |                       |                       |
|  | Bỉ                 | 2 (1)               |                    |       |                       |                       |  |  |                       |                       |

### Tứ kết
| 5 tháng 8 năm 2024 10:00 v |

| Úc                          | 2–3     | Trung Quốc                   |
| --------------------------- | ------- | ---------------------------- |
| Arnott 10' · T. Stewart 45' | Báo cáo | Ma 11' · Dan 20' · Zhong 35' |

| Sân 1 Trọng tài: Annelize Rostron (RSA) Wanri Venter (RSA) |

| 5 tháng 8 năm 2024 12:30 v |

| Argentina               | 1–1                      | Đức                                       |
| ----------------------- | ------------------------ | ----------------------------------------- |
| Jankunas 59'            | Báo cáo Báo cáo luân lưu | Huse 57'                                  |
| Loạt luân lưu           |                          |                                           |
| Casas · Jankunas · Díaz | 2–0                      | Weidemann · Huse · Fleschütz · Zimmermann |

| Sân 1 Trọng tài: Laurine Delforge (BEL) Aleisha Neumann (AUS) |

| 5 tháng 8 năm 2024 17:30 v |

| Hà Lan                       | 3–1     | Anh Quốc   |
| ---------------------------- | ------- | ---------- |
| De Waard 1' · Fokke 30', 46' | Báo cáo | French 20' |

| Sân 1 Trọng tài: Liu Xiaoying (CHN) Irene Presenqui (ARG) |

| 5 tháng 8 năm 2024 20:00 v |

| Bỉ                         | 2–0     | Tây Ban Nha |
| -------------------------- | ------- | ----------- |
| Marien 46' · Englebert 49' | Báo cáo |             |

| Sân 1 Trọng tài: Alison Keogh (IRE) Ayanna McClean (TTO) |

### Bán kết
| 7 tháng 8 năm 2024 14:00 v |

| Hà Lan                               | 3–0     | Argentina |
| ------------------------------------ | ------- | --------- |
| Fokke 21' · Nunnink 26' · Jansen 35' | Báo cáo |           |

| Sân 1 Trọng tài: Laurine Delforge (BEL) Sarah Wilson (GBR) |

| 7 tháng 8 năm 2024 19:00 v |

| Bỉ                                                   | 1–1                      | Trung Quốc               |
| ---------------------------------------------------- | ------------------------ | ------------------------ |
| Puvrez 59'                                           | Báo cáo Báo cáo luân lưu | Zou 18'                  |
| Loạt luân lưu                                        |                          |                          |
| Englebert · Blockmans · Ballenghien · Rasir · Marien | 2–3                      | Chen Ya. · He · Zou · Ma |

| Sân 1 Trọng tài: Amber Church (NZL) Aleisha Neumann (AUS) |

### Trận tranh huy chương đồng
| 9 tháng 8 năm 2024 14:00 v |

| Argentina                       | 2–2                      | Bỉ                                           |
| ------------------------------- | ------------------------ | -------------------------------------------- |
| Gorzelany 22' · Albertarrio 27' | Báo cáo Báo cáo luân lưu | Puvrez 8' · Rasir 27'                        |
| Loạt luân lưu                   |                          |                                              |
| Casas · Jankunas · Díaz · Cairo | 3–1                      | Englebert · Blockmans · Rasir · Vanden Borre |

| Sân 1 Trọng tài: Amber Church (NZL) Alison Keogh (IRE) |

### Trận tranh huy chương vàng
| 9 tháng 8 năm 2024 20:00 v |

| Hà Lan                            | 1–1                      | Trung Quốc            |
| --------------------------------- | ------------------------ | --------------------- |
| Jansen 51'                        | Báo cáo Báo cáo luân lưu | Chen Ya. 6'           |
| Loạt luân lưu                     |                          |                       |
| Sanders · Verschoor · Moes · Veen | 3–1                      | He · Zou · Zhong · Ma |

| Sân 1 Trọng tài: Sarah Wilson (GBR) Laurine Delforge (BEL) |

## Bảng xếp hạng cuối cùng
Theo quy ước thống kê trong môn khúc côn cầu trên cỏ, các trận đấu quyết định trong thời gian thi đấu chính thức được tính là thắng và thua, còn các trận đấu quyết định theo loạt đá luân lưu được tính là hòa.
| VT | Đội         | ST | T | H | B | BT | BB | HS  | Đ  | Kết quả cuối cùng   |
| -- | ----------- | -- | - | - | - | -- | -- | --- | -- | ------------------- |
| 1  | Hà Lan      | 8  | 7 | 1 | 0 | 26 | 7  | +19 | 22 | Huy chương vàng     |
| 2  | Trung Quốc  | 8  | 3 | 2 | 3 | 20 | 14 | +6  | 11 | Huy chương bạc      |
| 3  | Argentina   | 8  | 4 | 3 | 1 | 19 | 13 | +6  | 15 | Huy chương đồng     |
| 4  | Bỉ          | 8  | 5 | 2 | 1 | 18 | 7  | +11 | 17 | Hạng tư             |
|    |             |    |   |   |   |    |    |     |    |                     |
| 5  | Úc          | 6  | 4 | 1 | 1 | 17 | 8  | +9  | 13 | Bị loại ở tứ kết    |
| 6  | Đức         | 6  | 3 | 1 | 2 | 13 | 8  | +5  | 10 | Bị loại ở tứ kết    |
| 7  | Tây Ban Nha | 6  | 2 | 1 | 3 | 6  | 9  | −3  | 7  | Bị loại ở tứ kết    |
| 8  | Anh Quốc    | 6  | 2 | 0 | 4 | 9  | 15 | −6  | 6  | Bị loại ở tứ kết    |
|    |             |    |   |   |   |    |    |     |    |                     |
| 9  | Hoa Kỳ      | 5  | 1 | 1 | 3 | 5  | 13 | −8  | 4  | Bị loại ở vòng bảng |
| 10 | Nhật Bản    | 5  | 1 | 0 | 4 | 2  | 15 | −13 | 3  | Bị loại ở vòng bảng |
| 11 | Nam Phi     | 5  | 0 | 0 | 5 | 4  | 10 | −6  | 0  | Bị loại ở vòng bảng |
| 12 | Pháp (H)    | 5  | 0 | 0 | 5 | 4  | 24 | −20 | 0  | Bị loại ở vòng bảng |

## Cầu thủ ghi bàn
Đã có 143 bàn thắng ghi được trong 38 trận đấu, trung bình 3.76 bàn thắng mỗi trận đấu.
9 bàn thắng
- Yibbi Jansen

6 bàn thắng
- Agustina Gorzelany
- Ambre Ballenghien
- Nike Lorenz

5 bàn thắng
- Charlotte Stapenhorst

4 bàn thắng
- Alice Arnott
- Chen Yang

3 bàn thắng
- Julieta Jankunas
- Stephanie Kershaw
- Tatum Stewart
- Charlotte Englebert
- Li Hong
- Dan Wen
- Zhong Jiaqi
- Hannah French
- Luna Fokke
- Frédérique Matla
- Marijn Veen
- Kayla de Waal
- Lola Riera

2 bàn thắng
- Agustina Albertario
- Zoe Díaz
- Kaitlin Nobbs
- Emma Puvrez
- Justine Rasir
- Gu Bingfeng
- Ma Ning
- Zou Meirong
- Yohanna Lhopital
- Tessa Howard
- Joosje Burg
- Maria Verschoor
- Abigail Tamer

1 bàn thắng
- Lara Casas
- María José Granatto
- Valentina Raposo
- Rocío Sánchez Moccia
- Victoria Sauze
- Eugenia Trinchinetti
- Maddison Brooks
- Rebecca Greiner
- Grace Stewart
- Renee Taylor
- Mariah Williams
- Hélène Brasseur
- Alix Gerniers
- Delphine Marien
- Michelle Struijk
- Stéphanie Vanden Borre
- Zhang Ying
- Philippine Delemazure
- Paola le Nindre
- Viktoria Huse
- Amelie Wortmann
- Giselle Ansley
- Amy Costello
- Sophie Hamilton
- Sarah Jones
- Shiho Kobayakawa
- Mai Toriyama
- Freeke Moes
- Laura Nunnink
- Pien Sanders
- Xan de Waard
- Marié Louw
- Laura Barrios
- Begoña García
- Belén Iglesias
- Sophia Gladieux
- Ashley Sessa
- Meredith Sholder

Nguồn: Olympics